# Huy Khánh
Trần Phan Huy Khánh (sinh ngày 7 tháng 1 năm 1981), thường được biết đến với nghệ danh Huy Khánh, là một nam diễn viên kiêm người dẫn chương trình truyền hình người Việt Nam.

## Tiểu sử
Huy Khánh sinh ngày 7 tháng 1 năm 1981 tại Thành phố Hồ Chí Minh, có cha là người Việt còn mẹ là người Pháp. Anh tốt nghiệp trường Đại học Sân khấu – Điện ảnh Thành phố Hồ Chí Minh.
Huy Khánh được khán giả biết đến rộng rãi lần đầu tiên qua bộ phim Dốc tình năm 2004 của đạo diễn Lưu Trọng Ninh qua vai Thái. Năm 2009, anh tham gia phim Chuyện tình xa xứ của đạo diễn Việt kiều Victor Vũ. Năm 2011, anh tiếp tục hợp tác với Victor Vũ khi đóng trong phim Cô dâu đại chiến. 
Năm 2012, anh là người dẫn chương trình cho mùa thứ tư của cuộc thi âm nhạc Vietnam Idol.
Năm 2018, Huy Khánh tham gia phim truyền hình Nhà ông Hoàng có ma. Vai diễn Bùi Hoàng trong phim mang về cho anh một giải Ngôi Sao Xanh ở hạng mục Nam diễn viên xuất sắc nhất.

## Đời tư
Huy Khánh từng có quan hệ tình cảm với Tăng Thanh Hà, bạn diễn trong phim Dốc tình năm 2004. Tháng 8 năm 2005, anh kết hôn với nữ doanh nhân Lương Hoàng Anh. Hai người sinh được 1 con trai tên thân mật là Ghini trước khi ly hôn một thời gian sau đó. Năm 2012, Huy Khánh kết hôn với diễn viên Mạc Anh Thư. Họ đã sinh được 1 con gái là Trần Khánh Ngọc Uyên (tên ở nhà là Cát).

## Danh sách phim và chương trình

### Phim điện ảnh
| Năm  | Tên phim                    | Vai diễn                | Đạo diễn                      | Đóng với                                                                                            |
| ---- | --------------------------- | ----------------------- | ----------------------------- | --------------------------------------------------------------------------------------------------- |
| 2000 | Vòng xoáy riêng lầm         | Hoàng Phúc              | Lưu Liên Quang                | |
| 2009 | Chuyện tình xa xứ           | Hiếu                    | Victor Vũ                     | Đinh Ngọc Diệp, Tăng Bảo Quyên, Kathy Uyên, Bình Minh                                               |
| 2011 | Cô dâu đại chiến            | Quốc Thái               | Victor Vũ                     | Đinh Ngọc Diệp, Lê Khánh, Vân Trang, Ngân Khánh, Phi Thanh Vân                                      |
| 2011 | Ngọc viễn đông              |                         | Ngô Quốc Cường                | Ngô Thanh Vân, Hồng Ánh, Trương Ngọc Ánh                                                            |
| 2011 | Cột mốc 23                  | Quynh                   | Nguyễn Quốc Duy               | Diễm Châu, Quốc Cường, Bảo Trúc                                                                     |
| 2012 | Lệ phí tình yêu             | Lý Văn Giàu / Hoàng Phú | Nguyễn Minh Chung             | Minh Hằng, Tường Vi, Phùng Ngọc Huy                                                                 |
| 2012 | Lấy chồng người ta          | Khánh                   | Lưu Huỳnh                     | Đinh Y Nhung, Thái Hòa                                                                              |
| 2014 | Để Mai tính 2               | Hoàng Mỹ                | Charlie Nguyễn                | Thái Hòa, Diễm My 9x, Quang Sự, Linh Sơn                                                            |
| 2015 | Siêu nhân X                 | Quản lý                 | Nguyễn Quang Dũng             | Ngô Kiến Huy, Thanh Hằng, Diệp Lâm Anh                                                              |
| 2015 | Hợp đồng bắt ma             | Sư Tổ                   | Lê Quang Thanh Tâm            | |
| 2016 | Sài Gòn, anh yêu em         | Việt Phương             | Lý Minh Thắng                 | Maya                                                                                                |
| 2016 | Fan cuồng                   | Vũ                      | Charlie Nguyễn                | Thái Hòa, Johnny Trí Nguyễn, Phương Trinh Jolie                                                     |
| 2017 | Vali tình yêu               | Phát                    | Lê Quang Thanh Tâm, Hoàng Mập | Bạch Công Khanh, Kiều Linh, Đông Dương, Tuấn Dũng                                                   |
| 2017 | Em chưa 18                  | Tuấn                    | Lê Thanh Sơn                  | Kaity Nguyễn, Kiều Minh Tuấn                                                                        |
| 2017 | Xóm trọ 3D                  | Phong                   | Xuân Trang                    | Maya                                                                                                |
| 2018 | Lật mặt: Ba chàng khuyết    | Đức                     | Lý Hải                        | Kiều Minh Tuấn, Song Luân, Nene                                                                     |
| 2018 | Hồn papa da con gái         | Thầy giáo Hoàng         | Ken Ochiai                    | Thái Hòa, Kaity Nguyễn                                                                              |
| 2019 | Lật mặt: Nhà có khách       | Thông                   | Lý Hải                        | Mạc Văn Khoa                                                                                        |
| 2019 | Cuộc gọi định mệnh          | Lộc                     | Tạ Huy Cường                  | Văn Phượng                                                                                          |
| 2019 | Ngốc ơi tuổi 17             | Ba Min Min              | Chu Thiện, Đinh Tuấn Vũ       | NSƯT Trịnh Kim Chi, NSƯT Hữu Châu, Thanh Thủy, Minh Khải, Trúc Anh, Vân Trang, Võ Đình Hiếu, Jun Vũ |
| 2023 | Khi ta hai lăm              |                         | Luk Vân                       | Lê Dương Bảo Lâm, Midu, Lãnh Thanh, Tú Vi, Nam Thư                                                  |
| 2023 | Lật Mặt 6: Tấm vé định mệnh | Phát                    | Lý Hải                        | Trung Dũng, Quốc Cường, Huỳnh Thi, Diệp Bảo Ngọc                                                    |

Và nhiều bộ phim khác

### Phim truyền hình
| Năm  | Tên phim                                | Vai diễn                      | Đạo diễn                     | Kênh       | Đóng với                                                       |
| ---- | --------------------------------------- | ----------------------------- | ---------------------------- | ---------- | -------------------------------------------------------------- |
| 2004 | Dốc tình                                | Thái                          | Lưu Trọng Ninh               | HTV9       | Bảo Hòa, Kim Hiền, Tăng Thanh Hà                               |
| 2005 | 39 độ yêu                               | Steven                        | Nguyễn Phan Thanh Bình       | HTV9       | Hồ Ngọc Hà                                                     |
| 2007 | Ván cờ tình yêu                         | Vĩnh                          | Trần Cảnh Đôn                | HTV9       | Hà Kiều Anh, Helen Thanh Đào                                   |
| 2007 | Hoa dã quỳ                              | Y Long                        | Võ Tấn Bình                  | HTV9       | Đinh Ngọc Diệp                                                 |
| 2007 | Mảnh vỡ                                 |                               | Võ Việt Hùng                 | HTV9       |                                                                |
| 2008 | Hạnh phúc mong manh / Bão yêu thương    | Tân                           | Lý Khắc Lynh                 | THVL1      | Trang Nhung                                                    |
| 2009 | Áo cưới thiên đường                     | Phong                         | Nguyễn Duy Võ Ngọc           | HTV9       | Đinh Ngọc Diệp                                                 |
| 2009 | Cô nàng bất đắc dĩ                      | Đỗ Khang                      | Xuân Cường                   | VTV3       | Vũ Thu Phương (diễn từ tập 30 trở đi)                          |
| 2009 | Hiệp sĩ đường phố                       | Minh, Hào                     | Lý Khắc Lynh                 | HTV9       | Ngọc Lan                                                       |
| 2010 | Sắc đẹp và danh vọng                    | Kiên                          | Lý Khắc Lynh                 | HTV7       |                                                                |
| 2011 | Mơ Hoang                                | Gia Bảo, Thế Danh, ông Ba Phi | Võ Việt Hùng                 | THVL1      | Thanh Thúy                                                     |
| 2012 | Cuối đường băng                         | Đăng Khoa                     | Nguyễn Phương Điền           | HTV7       | Khánh My, Trương Nam Thành, Diễm Châu                          |
| 2012 | Những cô nàng độc thân làm mẹ           | Huy                           | Chan Tai Yuen                | HTV2       | Phan Như Thảo                                                  |
| 2012 | Hạnh phúc muộn màng                     | Thắng                         | Trương Dũng                  | VTV9       | Thanh Trúc                                                     |
| 2012 | Cạm bẫy                                 | Đức Hùng                      | Hồng Phú Vinh                | VTV3       | Bích Huyền, Thùy Trang                                         |
| 2012 | Cô gái kiêu kỳ                          | Thế Trung                     | Trương Dũng                  | VTV9       | Tường Vi                                                       |
| 2013 | Trốn tết                                |                               | Nguyễn Duy Võ Ngọc           | VTV3       |                                                                |
| 2013 | Hẻm cụt                                 | Thiên Phúc                    | Mai Dũng                     | SCTV14     | Cao Thái Hà                                                    |
| 2013 | Váy hồng tầng 24                        | Trác Nguyên                   | Nguyễn Minh Chung            | VTV3       | Diễm My 9x                                                     |
| 2013 | Nghiệt oan                              | Thaksun                       | Hoàng Tuấn Cường             | HTV7       |                                                                |
| 2013 | Yêu trong thù hận                       | Hoàng Bách                    | Quách Khoa Nam               | HTV7       | Tú Vi                                                          |
| 2014 | Thầy đổi nghề                           |                               | Nguyễn Dương                 | VTV3       |                                                                |
| 2014 | Con gái vị thẩm phán                    | Xuân Phong                    | Đỗ Phú Hải                   | HTV9       | Hà Kiều Anh                                                    |
| 2014 | Chỉ một tình yêu                        | Mạnh Đông                     | Trần Quang Đại               | THVL1      | Lê Phương                                                      |
| 2014 | Đam mê nghiệt ngã                       | Hải                           | Nguyễn Minh Chung            | VTV3       | Nguyệt Ánh                                                     |
| 2014 | Bếp hát                                 | Phong                         | Phan Gia Nhật Linh, Danny Đỗ | VTV3       |                                                                |
| 2014 | Khi người đàn ông trở lại               | Kenny Bách                    | Nhâm Minh Hiền               | HTV9       | Anh Thư                                                        |
| 2015 | Tráo ông thổ địa                        | Thi                           | Nguyễn Lâm                   | HTV9       | Lê Phương, Nhã Phương                                          |
| 2015 | Bữa tối của diều hâu                    | Thế Vinh                      | Nguyễn Lê Minh               | Let’s Viet | Phan Như Thảo                                                  |
| 2015 | Sương khói đồng hoang                   | Ông Thái                      | Nguyễn Dương                 | Let’s Viet | Sam, Baggio, Trương Minh Quốc Thái                             |
| 2015 | Duyên nợ                                |                               |                              | HTV9       | Nhật Kim Anh                                                   |
| 2015 | Chuyện tình bà nội trợ                  | Dũng                          | Trương Dũng                  | HTV9       | Trịnh Kim Chi, Nam Thư                                         |
| 2015 | Like - tình yêu - thời trang - khăn rằn | Quốc Trung                    | Đỗ Thành An                  | SCTV14     | Dương Cẩm Lynh, Trà My, BB Trần, Phạm Đức Long, Thiên Nhã      |
| 2015 | Nữ cảnh sát tập sự                      | Hùng                          | Nguyễn Phương Điền           | VTV3       | Lương Thế Thành, Minh Thảo                                     |
| 2016 | Vòng tròn tội lỗi                       | Hồ Vĩnh Khương                | Lý Khắc Lynh                 | HTV7       | Ngọc Lan                                                       |
| 2016 | Bông trang đỏ                           | Bảo Trung                     | Bùi Nam Yên                  | THVL1      | Lê Bê La, Huỳnh Đông, Anh Thư, Mạnh Hùng                       |
| 2016 | Chuyện gì đang xảy ra?                  | Chánh                         | Chu Thiện                    | HTV7       | Lê Khánh                                                       |
| 2016 | Con anh, con em , con nhà người ta      | Long Nguyên                   | Nguyễn Quang Minh            | HTVC       |                                                                |
| 2016 | Song sinh bí ẩn                         | Nam                           | Trương Dũng                  | THVL1      | Nhật Kim Anh                                                   |
| 2017 | Tình kỹ nữ                              | Bảo Trung                     | Bùi Nam Yên                  | THVL1      | Lê Bê La, Huỳnh Đông, Anh Thư, Mạnh Hùng                       |
| 2018 | Ngôi sao khoai tây                      | Trần Sơn                      | Nhật Trung                   | HTV7       | Đàm Phương Linh, Nhan Phúc Vinh, Kalteen Phan Võ, Võ Đình Hiếu |
| 2018 | Nhà ông Hoàng có ma                     | Bùi Hoàng                     | Hoàng Mập                    | SCTV14     | Ngọc Lan,Thùy Trang                                            |
| 2019 | Em chưa muốn lấy chồng                  | Tiến Sĩ                       | Luk Vân                      | VTV9       | Ngọc Lan                                                       |
| 2019 | Dập tắt lửa lòng                        | Thành                         | Trương Dũng                  | THVL1      | Lê Bê La, Lyna Trang                                           |
| 2020 | Luật trời                               | Ông Được                      | Võ Việt Hùng                 | THVL1      | Quỳnh Lam, Ngọc Lan                                            |
| 2020 | Gia đình hoà thuận                      | Thuận                         | Trần Minh Ngân               | VTV9       | Ngọc Lan                                                       |
| 2020 | Mẹ chồng làm dâu                        | Trần Hoàng                    | Thanh Bình                   | HTV9       | Ngọc Lan, Phi Phụng, Băng Di, Vĩnh San                         |
| 2020 | 10 tỷ hạnh phúc                         | Người Chồng                   | Nguyễn Quang Minh            | VTV3       | Thùy Trang                                                     |
| 2020 | Hổng cần đàn ông                        | Trung Kiên                    | Chu Thiện                    | VTV9       | Ngọc Lan                                                       |
| 2020 | Cưới ai ai cưới                         | Thế Dũng                      | Thanh Bình                   | HTV9       |                                                                |
| 2020 | Con gái của chồng tôi                   | Nam                           | Long Đẹp Trai                | VTV3       |                                                                |
| 2020 | Hợp đồng yêu đương                      | Bin                           | Hoàng Mập                    | TodayTV    |                                                                |
| 2021 | Nghiệp sinh tử (phần 2)                 | Trung Điền                    | Bùi Ngọc Nam Phương          | THVL1      | Quỳnh Lam                                                      |
| 2021 | Dương thế bao la sầu                    | Ông Hội Đồng Bùi              | Hoàng Mập                    | SCTV14     | Hoàng Mập, Việt Hương                                          |
| 2021 | Bí mật 69                               | Khánh                         | Huy Khánh                    | Web Drama  | Cao Thái Hà                                                    |
| 2021 | Má tôi là đại gia                       | Khánh Phương                  | Hoàng Mập                    | SCTV6      |                                                                |
| 2021 | Nghiệp sinh tử (phần 3)                 | Tô Hoàng                      | Bùi Ngọc Nam Phương          | THVL1      | Ngọc Lan, Nguyệt Ánh                                           |
| 2022 | Hồ sơ tội ác                            | Thái Văn Thông                | Dũng Nghệ                    | SCTV14     |                                                                |
| 2022 | Lỗi đạo cang thường                     | Hội Đồng Đàng                 | Hồ Ngọc Xum                  | SCTV14     |                                                                |
| 2022 | Gia đình bất đắc dĩ                     | Út Nhớ                        | Thanh Bình                   |            |                                                                |
| 2022 | Mặt trời mùa đông                       | Ông Vũ                        | Trần Bửu Lộc                 | VieON      |                                                                |
| 2024 | Gió ngược                               | Sáu Lợi                       | Hoàng Mập                    | SCTV14     |                                                                |
| 2025 | Ngược dòng sóng bạc                     | Tám Cari                      | Bùi Minh Hoàng               |            |                                                                |
| TBA  | Thời mở cửa                             |                               | Nguyễn Phương Điền           |            |                                                                |

### MV ca nhạc
| Năm  | Bài hát             | Ca sĩ      | Bạn diễn | Tham khảo |
| ---- | ------------------- | ---------- | -------- | --------- |
| 2024 | Thôi đừng chiêm bao | Lệ Quyên   |          |           |
| 2005 | Mộng thủy tinh      | Khánh Ngọc |          |           |

## Một số chương trình truyền hình tham gia

### Thần tượng âm nhạc Việt Nam
Anh dẫn dắt chương trình này ở mùa thứ 4.

### Cuộc đua kỳ thú
Anh dẫn dắt chương trình này ở mùa thứ 2, mùa thứ 3 và mùa thứ 5.

### Người giấu mặt
Anh dẫn dắt chương trình trong suốt thời gian lên sóng.

### Ông bố hoàn hảo
Anh dẫn dắt chương trình cùng với Đàm Phương Linh ở mùa đầu tiên.

### Taxi Show
Anh dẫn dắt chương trình trong suốt thời gian phát sóng.

### Cà phê cùng quý ông
Trong suốt thời gian lên sóng, anh luôn là người dẫn chương trình.

### Chuyện chàng - chuyện nàng
Anh dẫn dắt chương trình ở 16 tập còn lại ở mùa đầu tiên.

### Săn nhà triệu đô
Anh dẫn dắt chương trình trong suốt thời gian phát sóng.

### Người đứng vững
Anh dẫn dắt chương trình trong suốt thời gian phát sóng.

## Người chơi - Khách mời
| Năm  | Chương trình         | Vai trò                                              | Kết quả                                                                                |
| ---- | -------------------- | ---------------------------------------------------- | -------------------------------------------------------------------------------------- |
| 2006 | Tam sao thất bản     | Người chơi                                           | Thắng ở vòng đặc biệt                                                                  |
| 2011 | Bước nhảy hoàn vũ    | Thí sinh                                             | Hạng 8                                                                                 |
| 2014 | Vì bạn xứng đáng     | Người chơi                                           | Dành 46.650.000 VNĐ cho thầy Nguyễn Ngọc Ký                                            |
| 2014 | Người bí ẩn          | Khách mời cùng Khởi My                               | Dành 35.000.000 VNĐ nhờ chiến thắng đội chủ nhà Hoài Linh & Việt Hương với tỷ số 4-3   |
| 2014 | Ơn giời cậu đây rồi  | Khách mời                                            |                                                                                        |
| 2015 | Người bí ẩn          | Khách mời cùng Đinh Ngọc Diệp                        | Dành 30.000.000 VNĐ nhờ chiến thắng đội chủ nhà Hoài Linh & Việt Hương với tỷ số 4-2   |
| 2017 | Người bí ẩn          | Khách mời cùng Tường Vy                              | Dành 40.000.000 VNĐ nhờ chiến thắng đội chủ nhà Vân Sơn & Hồng Đào với tỷ số 4-4       |
| 2019 | Giác quan thứ 6      | Khách mời cùng Anh Đức                               |                                                                                        |
| 2020 | Chọn đâu cho đúng    | Trưởng nhóm thiếu nam                                | Dành 75.000.000 VNĐ nhờ chiến thắng ở vòng 3                                           |
| 2020 | Ký ức vui vẻ         | Khách mời thập niên 80 cùng đội trưởng Tự Long       | Dành chiến thắng nhưng nhường lại cúp cho nghệ sĩ Minh Phượng - khách mời thập niên 70 |
| 2020 | Nhanh như chớp mùa 3 | Người chơi cùng với Cao Bá Hưng và Nguyễn Hồng Thuận | Thua cuộc do đội Ngân Khánh, Nguyễn Anh Tú, Thái Trinh dẫn trước với tỷ số 3-2         |
| 2021 | 7 nụ cười xuân       | Khách mời                                            |                                                                                        |
| 2023 | 2 ngày 1 đêm         | Khách mời cùng đạo diễn Đức Thịnh                    |                                                                                        |
| 2024 | 7 nụ cười xuân       | Khách mời                                            |                                                                                        |

## Giải thưởng và đề cử
| Năm  | Giải thưởng   | Hạng mục                                | Tác phẩm đề cử       | Kết quả   | Nguồn |
| ---- | ------------- | --------------------------------------- | -------------------- | --------- | ----- |
| 2014 | HTV Awards    | Nam diễn viên chính được yêu thích nhất | Yêu trong thù hận    | Đoạt giải |       |
| 2015 | Ấn tượng VTV  | Diễn viên nam ấn tượng                  | Đam mê nghiệt ngã    | Đề cử     |       |
| 2018 | Ngôi Sao Xanh | Nam diễn viên truyền hình xuất sắc nhất | Nhà ông Hoàng có ma  | Đoạt giải | [ 4 ] |
| 2021 | Ngôi Sao Xanh | Nam diễn viên truyền hình xuất sắc nhất | Dương thế bao la sầu | Đề cử     |       |